# François de La Roche-Aymon
Pour les articles homonymes, voir La Roche.
François-Marie-Paul-Renaud, marquis de La Roche-Aymon, né le 29 novembre 1817 à Paris et mort le 14 septembre 1891 à Mainsat (Creuse), est un militaire et un député français.

## Biographie
Fils d'Antoine-Charles-Étienne-Paul, comte de La Roche-Aymon, il devient officier de cavalerie, avant de quitter l'armée pour s'occuper d'agriculture. Il occupe les fonctions de maire de Mainsat et de conseiller général du canton de Bellegarde-en-Marche depuis plus de vingt ans quand, le 8 février 1871, il est élu représentant de la Creuse, le 3e sur 5 avec 32 732 voix sur 50 111 votants et 80 083 inscrits, à l'Assemblée nationale, où il siège à droite, parmi les monarchistes légitimistes.
Inscrit au cercle des Réservoirs, il vote la défiance à l'égard de Thiers en 1873 et contre les lois constitutionnelles de 1875.
Non réélu aux élections du 20 février 1876, il se représente dans la 1re circonscription d'Aubusson comme candidat ministériel, après la dissolution de la Chambre des députés le 16 mai 1877. Battu le 14 octobre suivant avec 2 198 voix contre 8 022  au candidat républicain sortant, Armand Fourot.